# Tetragoneura obscura
Tetragoneura obscura är en tvåvingeart som beskrevs av Tonnoir och Edwards 1927. Tetragoneura obscura ingår i släktet Tetragoneura och familjen svampmyggor. Inga underarter finns listade i Catalogue of Life.